# Югані Пелтонен
Югані Пелтонен (фін. Juhani Peltonen, нар. 16 червня 1936, Валкеакоскі) — фінський футболіст, що грав на позиції нападника за клуби «Гака» та «Гамбург», а також національну збірну Фінляндії. У першій половині 1960-х чотири рази визнавався Футболістом року у Фінляндії.

## Клубна кар'єра
У дорослому футболі дебютував 1954 року виступами за команду «Гака», в якій провтягом наступних одинадцяти років був важливим гравцем атакувальної ланки, допомігши своїй команді двічі виграти чемпіонат Фінляндії і чотири рази здобути Кубок країни, щоправда обидва ці змагання мали на той час напіваматорський статус. У складі «Гаки» був одним з головних бомбардирів, маючи середню результативність на рівні 0,35 гола за гру першості.
1964 року забивного нападника запросив до своїх лав німецький «Гамбург». Виступав у ФРН протягом двох сезонів, залишивши німецький клуб через суперечку щодо умов контракту, після чого повернувся до «Гаки», кольори якої захищав ще протягом шести років, після чого завершив ігрову кар'єру.

## Виступи за збірну
1955 року дебютував в офіційних матчах у складі національної збірної Фінляндії. Протягом 16 років провів у складі національної команди щонайменше 68 матчів, здобувши 10 голів. Зокрема забив три з п'яти голів у матчах відбору на чемпіонат світу, в рамках якого утім команда здобула лише одну перемогу у шести іграх і на світову першість не потрапила.

## Титули і досягнення
- Футболіст року у Фінляндії (4):

1960, 1962, 1964, 1965